# Polycnemeae
Polycnemeae ist die einzige Tribus der Unterfamilie Polycnemoideae innerhalb der Familie der Fuchsschwanzgewächse (Amaranthaceae). Früher wurden sie zur Familie der Gänsefußgewächse (Chenopodiaceae) gestellt.

## Merkmale
Es sind meist niedrige Kräuter, einzelne Arten werden durch schwache Verholzung auch strauchartig. Im Unterschied zu allen anderen Vertretern der Fuchsschwanzgewächse besitzen die Polycnemoideae ein normales Dickenwachstum. Die Blätter stehen wechselständig oder gegenständig am Stängel, ihre Form ist oft linear oder pfriemlich. Charakteristisch ist, dass die Spaltöffnungen der Blätter parallel zur Mittelrippe angeordnet sind.

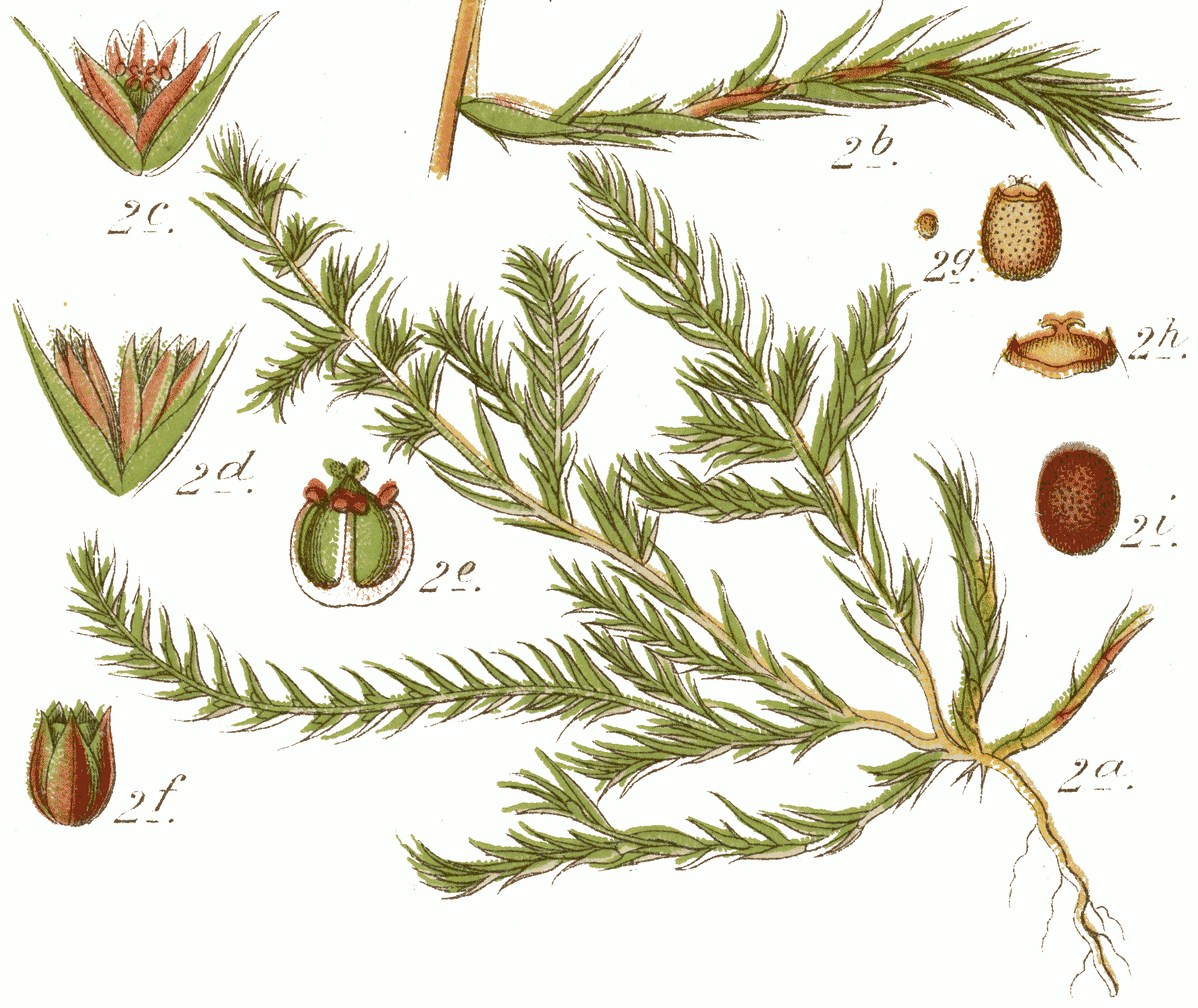
Acker-Knorpelkraut (Polycnemum arvense), Illustration

Die zwittrigen, unauffälligen Blüten stehen einzeln in der Achsel eines Tragblatts und zweier Vorblätter. Die Blütenhülle besteht aus trockenhäutigen, weißen oder pinkfarbenen Tepalen. Die Staubfäden der ein bis fünf Staubblätter sind am Grund zu einer kurzen, aber deutlichen Röhre vereinigt (wie bei den Arten der Unterfamilie Amaranthoideae). Die Gattung Polycnemum besitzt Staubbeutel mit nur einer Theke und zwei Pollensäcken (wie die Arten der Unterfamilie Gomphrenoideae). Zur Fruchtzeit bleiben die Tepalen weitgehend unverändert.

### Photosyntheseweg
Alle Arten der Polycnemoideae sind C3-Pflanzen, was als ein ursprüngliches Merkmal angesehen wird.

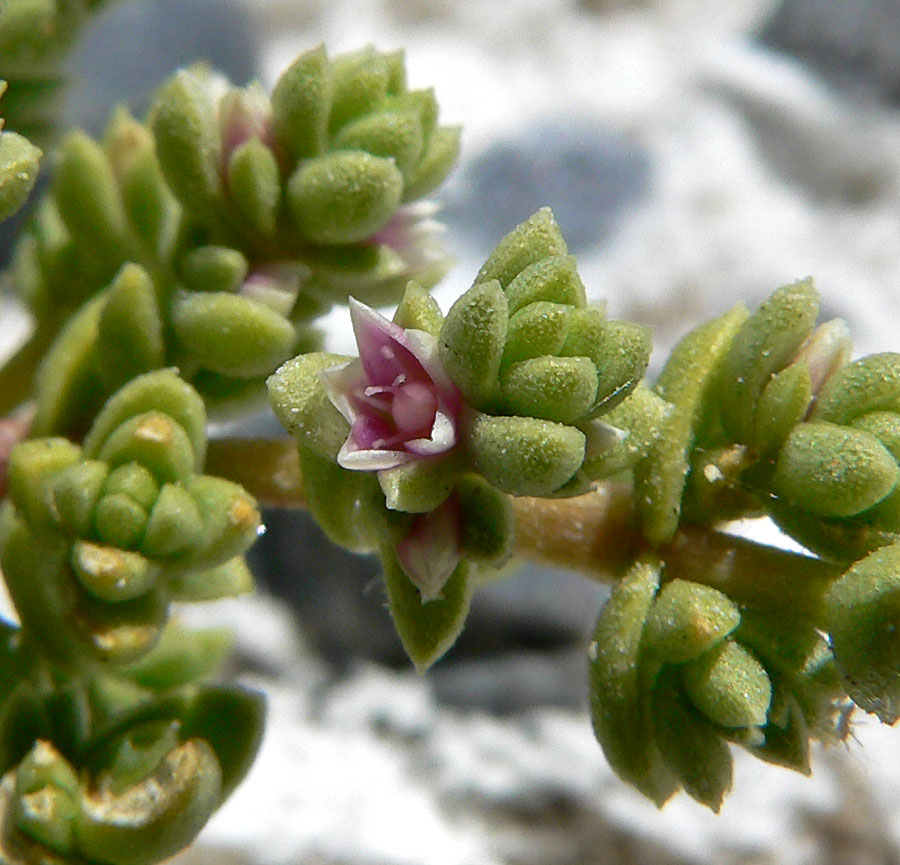
Nitrophila mohavensis am Naturstandort

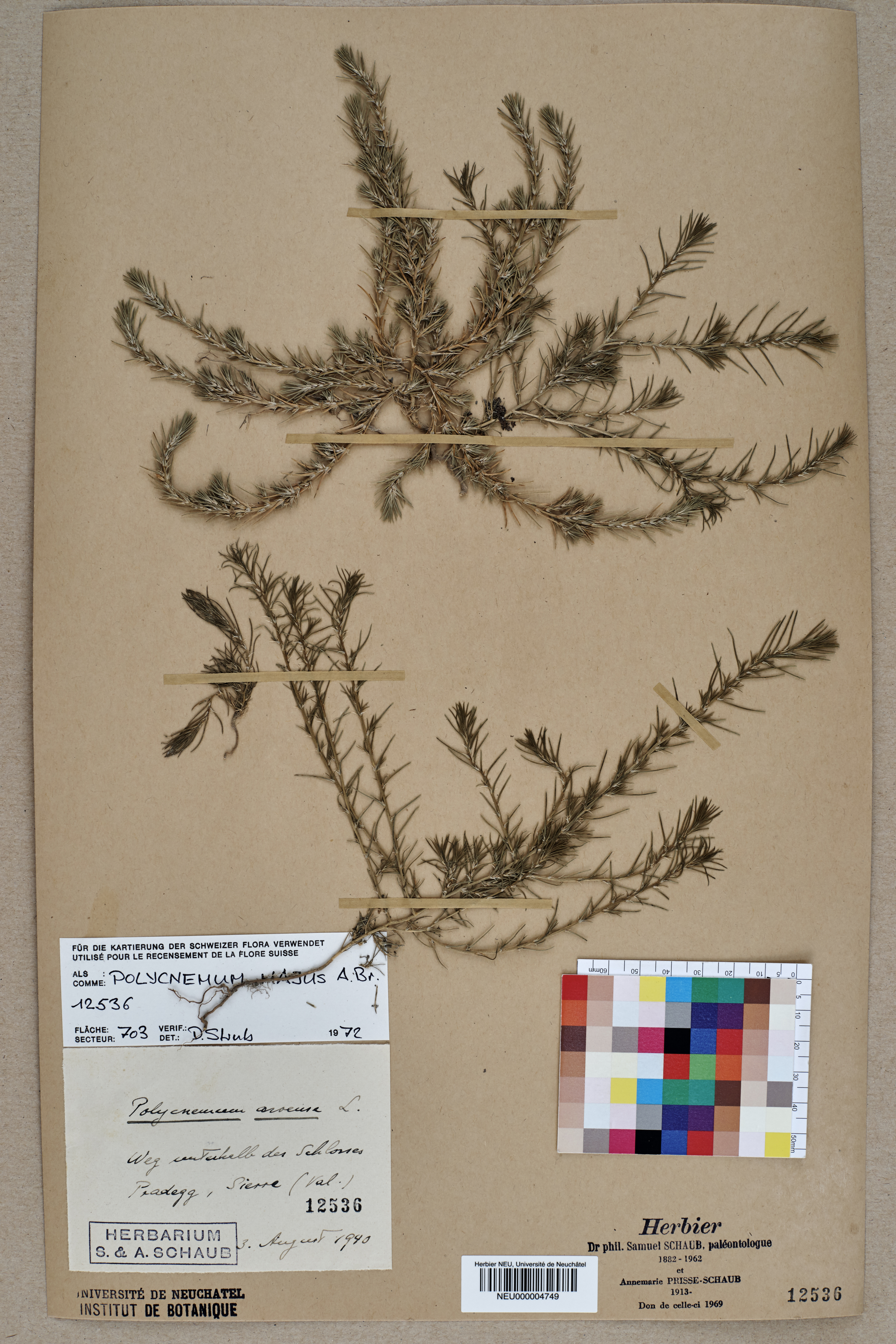
Großes Knorpelkraut (Polycnemum majus), Herbarexemplar

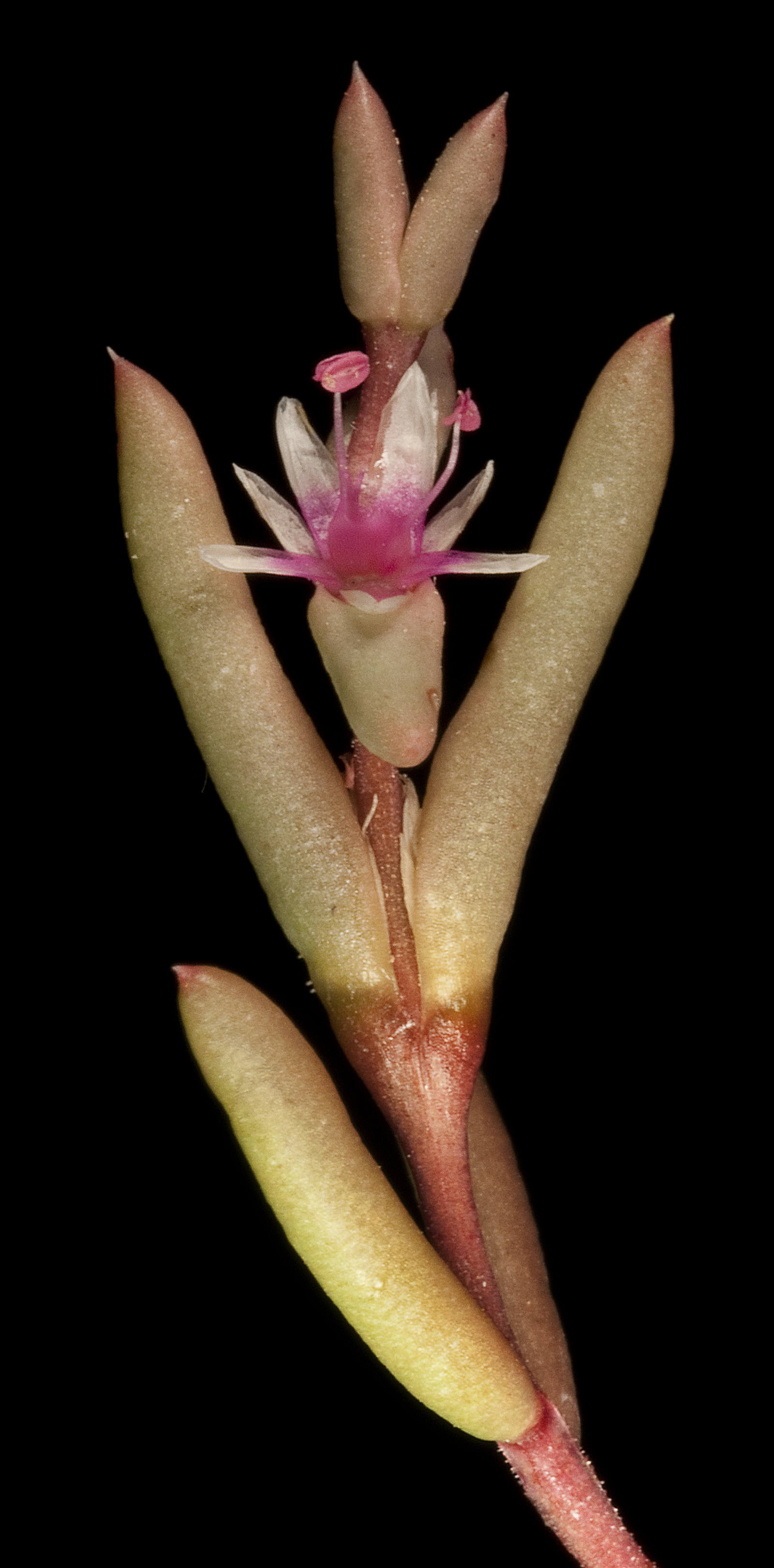
Surreya diandra

## Verbreitung und Evolution
Die Polycnemoideae kommen in den gemäßigten Regionen von Eurasien (Zentral- und Südeuropa, nordwestliches Afrika, Zentralasien), in Amerika und in Australien vor.
Die Polycnemoideae spalteten sich im Eozän von den Amaranthaceae s. str. ab. An der Grenze vom Eozän zum Oligozän teilte sich die Unterfamilie in eine Abstammungslinie auf der Nordhalbkugel, die der Vorfahre der Gattung Polycnemum war, und eine vorwiegend auf der Südhalbkugel vorkommende Linie mit den Vorfahren von Nitrophila, Hemichroa und Surreya. Es wird vermutet, dass damals eine antarktische Verbindung zwischen diesen südlichen Vorfahren existierte. Die Gattung Nitrophila entwickelte sich in Südamerika und verbreitete sich später über weite Entfernungen bis nach Nordamerika. Die Gattungen diversifizierten sich im Miozän und Pliozän, die wenigen und seltenen heutigen Arten werden als Relikte angesehen.

## Systematik
Die systematische Zuordnung der Polycnemoideae war lange umstritten. Dieses Taxon wurde 1827 als Tribus Polycnemeae innerhalb der Gänsefußgewächse (Chenopodiaceae) durch Barthélemy Charles Joseph Dumortier (In Florula Belgica) aufgestellt. Später wurde diese Gruppe den Fuchsschwanzgewächsen (Amaranthaceae) zugerechnet, beispielsweise durch Alfred Moquin-Tandon (1849 in Prodromus systematis naturalis regni vegetabilis, Volume 13). Oskar Eberhard Ulbrich erhob die Gruppe 1934 in den Rang einer Unterfamilie und stellte sie wieder zu den Gänsefußgewächsen (in Engler & Prantl: Die natürlichen Pflanzenfamilien, Vol. 16c, S. 379–584). Inzwischen sind die beiden Familien in den Amaranthaceae vereinigt. Phylogenetische Forschungen haben gezeigt, dass die Polycnemoideae eine der basalen Entwicklungslinien in der Evolution der Familie Amaranthaceae darstellen.
Die Unterfamilie Polycnemoideae enthält nur die Tribus Polycnemeae. Dazu gehören vier Gattungen mit 13 Arten:
- Hemichroa R.Br.: Kennzeichnend sind wechselständige, linealische, fleischige Blätter sowie ringsum papillöse Narben. Mit nur einer Art in Australien:[2]
  - Hemichroa pentandra R.Br.
- Nitrophila S.Watson: Sie zeichnet sich durch gegenständige Blätter und nur innen papillöse Narben aus. Mit vier Arten in Nordamerika, Mittelamerika und Südamerika:[2]
  - Nitrophila atacamensis (Phil.) Ulbr.: Nördliches Chile.[3]
  - Nitrophila australis Chodat & Wilczek: Argentinien.[3]
  - Nitrophila mohavensis Munz & J.C. Roos: Sie kommt in Kalifornien und in Nevada vor.[1]
  - Nitrophila occidentalis (Moq.) S. Watson: Sie kommt in Kalifornien, Nevada, Utah und Oregon vor.[1]
- Knorpelkräuter (Polycnemum L.): Sie haben wechselständige, pfriemliche Blätter, die nicht fleischig sind. Ihre Narben sind ringsum papillös. Mit sechs Arten in Eurasien (Zentral- und Südeuropa, nordwestliches Afrika, Zentralasien):[2]
  - Acker-Knorpelkraut (Polycnemum arvense L.)
  - Polycnemum fontanesii Durieu & Moq.: Marokko und Algerien.[3]
  - Heuffels Knorpelkraut (Polycnemum heuffelii Láng): Östliches Mitteleuropa und Südosteuropa bis zur nordöstlichen Ukraine.[3]
  - Großes Knorpelkraut (Polycnemum majus A.Braun ex Bogenh.)
  - Polycnemum perenne Litv.: Zentralasien.[3]
  - Warziges Knorpelkraut (Polycnemum verrucosum Láng)
- Surreya R. Masson & G. Kadereit, mit zwei Arten in Australien:[2]
  - Surreya diandra (R. Br.) R. Masson & G. Kadereit (Syn. Hemichroa diandra R. Br.): Western Australia.[3]
  - Surreya mesembryanthema (R. Br.) R. Masson & G. Kadereit (Syn. Hemichroa mesembryanthema R. Br.): South Australia.[3]